# Villard-Saint-Christophe
Villard-Saint-Christophe is een gemeente in het Franse departement Isère (regio Auvergne-Rhône-Alpes) en telt 272 inwoners (1999). De plaats maakt deel uit van het arrondissement Grenoble.

## Geografie
De oppervlakte van Villard-Saint-Christophe bedraagt 14,1 km², de bevolkingsdichtheid is 19,3 inwoners per km².
De onderstaande kaart toont de ligging van Villard-Saint-Christophe met de belangrijkste infrastructuur en aangrenzende gemeenten.

## Demografie
Onderstaande figuur toont het verloop van het inwonertal (bron: INSEE-tellingen).